# Radivoje Ristanović
Radivoje Ristanović (serbisch-kyrillisch Радивоје Ристановић; * 2. Dezember 1982 in Belgrad, SR Serbien, SFR Jugoslawien) ist ein ehemaliger serbisch und montenegrinischer Handballspieler.

## Karriere
Der 2,00 m große und 110 kg schwere Handballtorwart spielte in seiner Heimatstadt für RK Partizan Belgrad, mit dem er 2002 jugoslawischer und 2003 serbisch-montenegrinischer Meister wurde. International erreichte er das Halbfinale im Europapokal der Pokalsieger 2001/02 und die dritte Runde im EHF-Pokal 2002/03. 2003 wechselte er zum RK Vojvodina, mit dem er 2005 Meisterschaft und Pokal errang. Im September 2005 ging er zum RK Lovćen Cetinje, mit dem er 2007 die erste Austragung der montenegrinischen Meisterschaft und des Pokals gewann sowie im EHF Challenge Cup 2006/07 ins Viertelfinale kam. Anschließend wagte er den Sprung in die spanische Liga ASOBAL zu SD Teucro. 2009 sollte er den kroatischen Nationaltorhüter Mirko Alilović bei Ademar León ersetzen und unterschrieb einen Vierjahresvertrag. Nachdem der Kroate aber doch in León geblieben war, wurde er zunächst an SDC San Antonio ausgeliehen, mit dem er im EHF-Europapokal der Pokalsieger 2009/10 und 2010/11 das Halbfinale. In der Saison 2012/13 spielte Ristanović im Katar beim al-Ahli SC. Daraufhin kehrte er nach Belgrad zurück. Zur Saison 2014/15 wechselte er zum HBW Balingen-Weilstetten, den er im Januar 2016 in Folge einer Überbesetzung auf seiner Position in Richtung Chambery verließ.
Radivoje Ristanović nahm mit der jugoslawischen Jugendnationalmannschaft an einer Jugend-Weltmeisterschaft sowie mit der jugoslawischen Juniorenauswahl an der Junioren-Europameisterschaft 2002 teil, bei der er Bronze gewann. Ristanović stand im Aufgebot der Serbischen Nationalmannschaft. Für die Weltmeisterschaft 2011 gehörte er zum erweiterten Aufgebot, wurde aber für das Turnier letztlich nicht berücksichtigt.
2015 wechselte er nach Montenegro und nahm mit der Nationalmannschaft an der Handball-Europameisterschaft 2016 in Polen teil.

## Erfolge
- Bronzemedaille bei der Junioren-Europameisterschaft 2002
- Jugoslawischer Meister 2002
- Serbisch-montenegrinischer Meister 2003, 2005
- Serbisch-montenegrinischer Pokalsieger 2005
- Montenegrinischer Meister 2007
- Montenegrinischer Pokalsieger 2007
- Katarischer Meister 2013